# Androlymnia difformis
Androlymnia difformis là một loài bướm đêm trong họ Noctuidae.